# Alice Wood
Alice Wood, nata Barnes (Northampton, 17 luglio 1995), è un'ex ciclista su strada ed ex ciclocrossista britannica, attiva tra le Elite UCI dal 2016 al 2024, nel 2019 ha vinto i due titoli nazionali su strada, in linea e a cronometro. È sorella di Hannah Barnes, anch'ella ciclista.

## Palmarès

### Strada
- 2017 (Drops Cycling Team, tre vittorie)

1ª tappa BeNe Ladies Tour (Vlissingen > Philippine)
2ª tappa Rás na mBan (Castlecomer > Castlecomer)
6ª tappa Rás na mBan (Kilkenny > Kilkenny)
- 2018 (Drops Cycling Team, una vittoria)

6ª tappa Thüringen Ladies Tour (Gotha > Gotha)
- 2019 (Canyon-SRAM Racing, due vittorie)

Campionati britannici, Prova a cronometro Elite
Campionati britannici, Prova in linea Elite
- 2021 (Canyon-SRAM Racing, una vittoria)

3ª tappa Setmana Ciclista Valenciana (Sagunto > Valencia)

#### Altri successi
- 2017 (Drops Cycling Team)

Lincoln Grand Prix
- 2017 (Drops Cycling Team)

Lincoln Grand Prix
Classifica giovani BeNe Ladies Tour
Classifica a punti Rás na mBan
- 2018 (Canyon-SRAM Racing)

Campionati del mondo, Cronosquadre
- 2022 (Canyon-SRAM Racing)

Classifica a punti Bloeizone Fryslân Tour

## Piazzamenti

### Grandi Giri
- Giro d'Italia

2018: 123ª
- Tour de France

2023: fuori tempo (7ª tappa)

### Competizioni mondiali
- Campionati del mondo su strada

Ponferrada 2014 - In linea Elite: ritirata
Richmond 2015 - In linea Elite: ritirata
Doha 2016 - In linea Elite: 46ª
Bergen 2017 - In linea Elite: ritirata
Innsbruck 2018 - Cronosquadre: vincitrice
Innsbruck 2018 - Cronometro Elite: 22ª
Yorkshire 2019 - Cronometro Elite: 63ª
Yorkshire 2019 - In linea Elite: 16ª
Imola 2020 - Cronometro Elite: 19ª
Imola 2020 - In linea Elite: ritirata
Fiandre 2021 - Staffetta mista: 5ª
Fiandre 2021 - In linea Elite: 84ª
- Campionati del mondo di mountain bike

Pietermaritzburg 2013 - Cross country Junior: 7ª
Lillehammer 2014 - Cross country Under-23: 7ª
- Campionati del mondo di ciclocross

Heusden-Zolder 2016 - Under-23: 9ª

### Competizioni continentali
- Campionati europei

Plumelec 2016 - Cronometro Elite: 34ª
Plumelec 2016 - In linea Elite: ritirata
Herning 2017 - In linea Under-23: 3ª
Glasgow 2018 - In linea Elite: 33ª
Alkmaar 2019 - Cronometro Elite: 9ª
Alkmaar 2019 - In linea Elite: 5ª
Plouay 2020 - In linea Elite: 44ª
Drenthe 2023 - In linea Elite: ritirata
- Campionati europei di mountain bike

Germania 2014 - Team Relay: 10ª
- Giochi europei

Minsk 2019 - In linea: 4ª
Minsk 2019 - Cronometro: 4ª